# Charlotte Barthová
Charlotte Barthová (nepřechýleně Charlotte Barth; 1. ledna 1862 – 2. března 1940) byla norská fotografka působící v Lillehammeru od roku 1870 asi do roku 1889.

## Životopis
Byla dcerou lovce a lesníka Jacoba Böckmanna Bartha (1822-1892) a Adelaidy Magdaleny Langeové. Její sestry byly Inger Barthová a Adelaide Barthová (Ulla) a působily také jako fotografky. Charlotte se 28. května 1889 provdala za lékárníka Johana Ernsta Berga Prytze (* 1857). Fotografické vzdělání absolvovala se svou sestrou Inger pod vedením Josephiny Grundsethové. Spolu se svou sestrou převzala Grundseths Atelier (pravděpodobně mezi lety 1870 a 1880). Portréty podepsané jako „Josephine Grundseths Efterfølgere“ z roku 1883 se nacházejí v muzeu Gamle Bergen.
Poté, co spolu několik let vedly studio, odešla Inger Barthová do Hamaru, kde si založila vlastní firmu a zároveň vedla studio v Lillehammeru od roku 1889, kdy se Charlotte provdala a přestěhovala se do Kristianie. Charlotte se vrátila do Lillehammeru ve 20. letech 20. století poté, co žila v Orkdalu a Hortenu. Studio bylo provozováno jejím jménem s Karen Grytheovou jako manažerkou, dokud nebylo v roce 1935 prodáno Einaru Valdøovi, který jej vedl až do roku 1963.

## Galerie

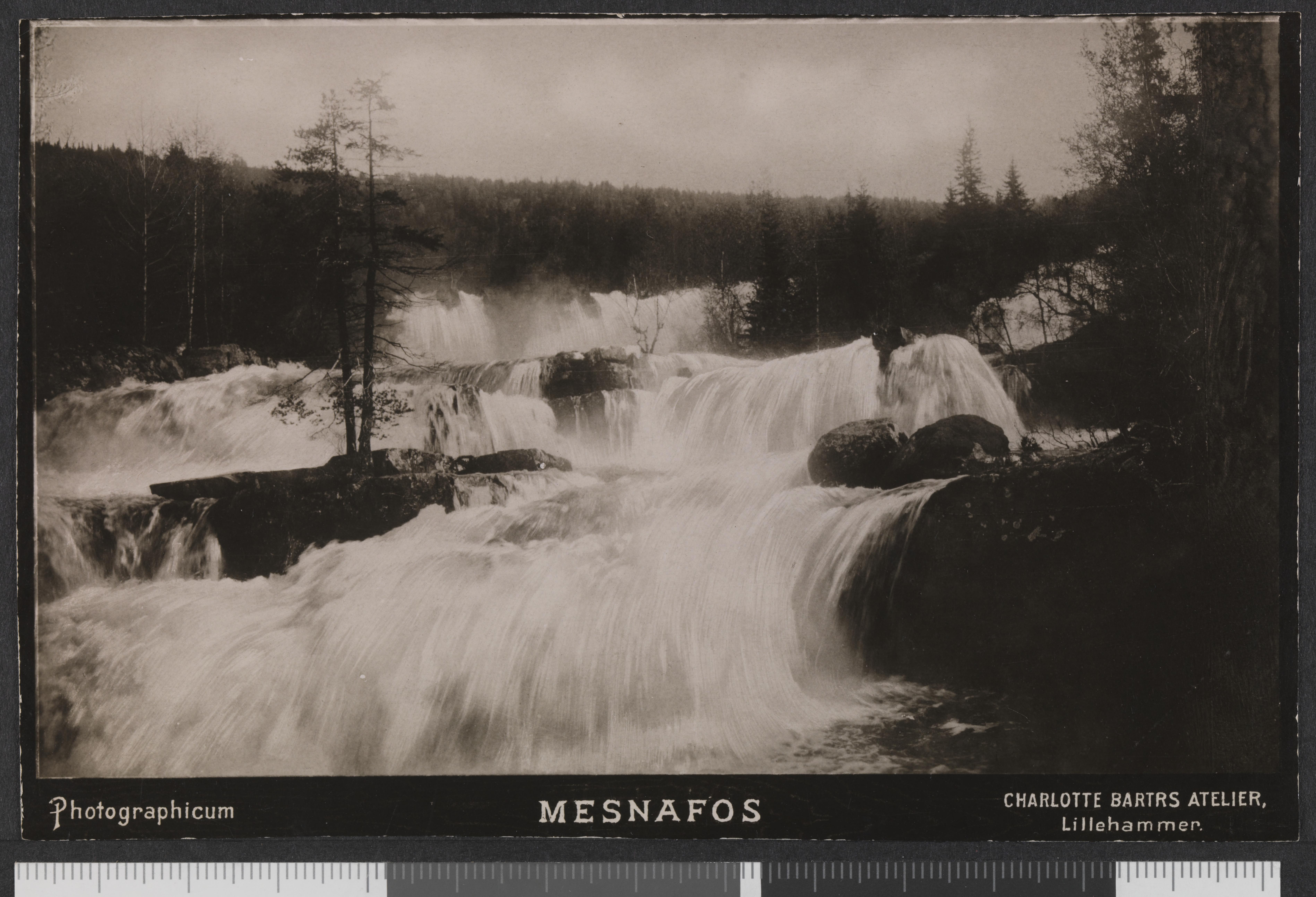
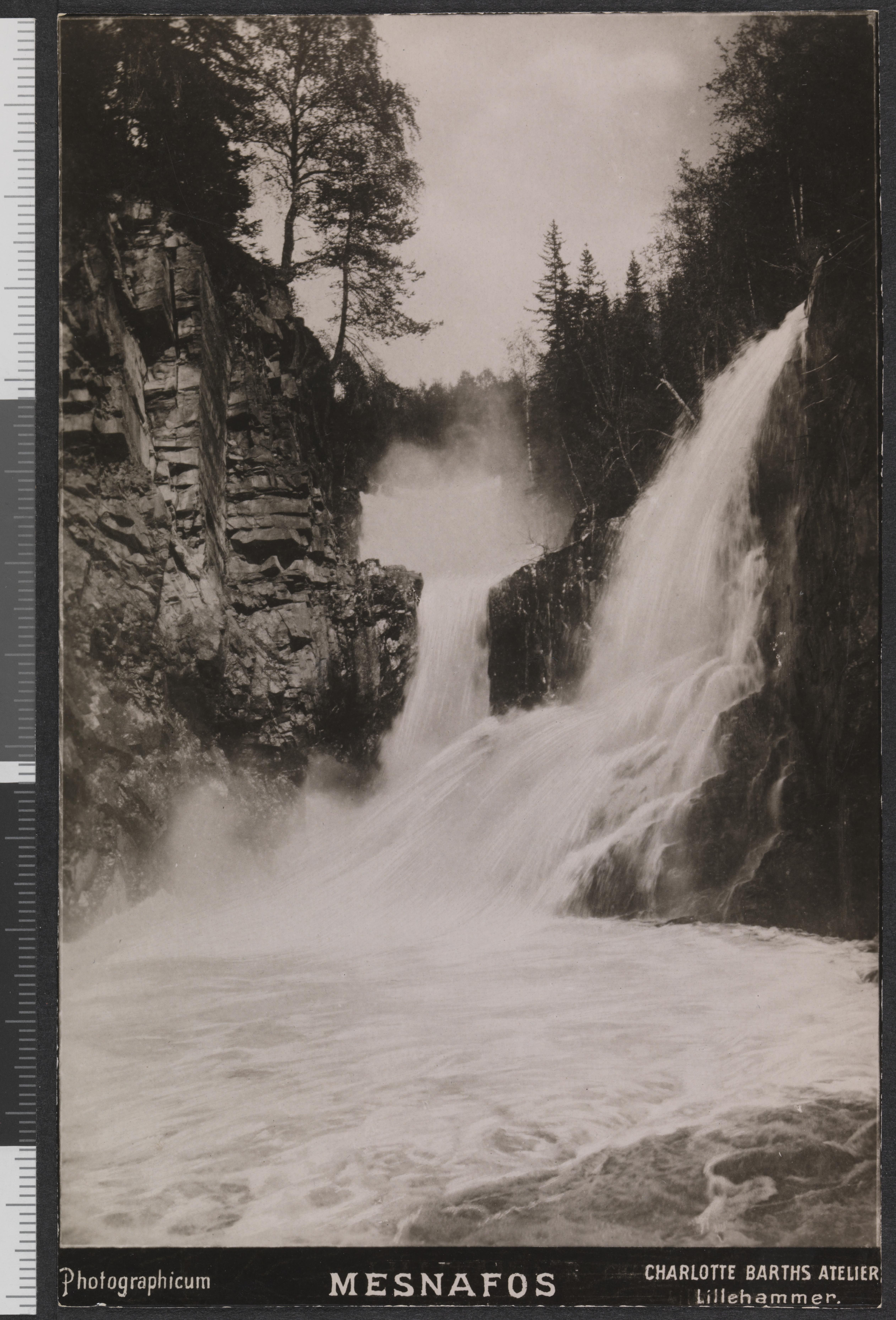
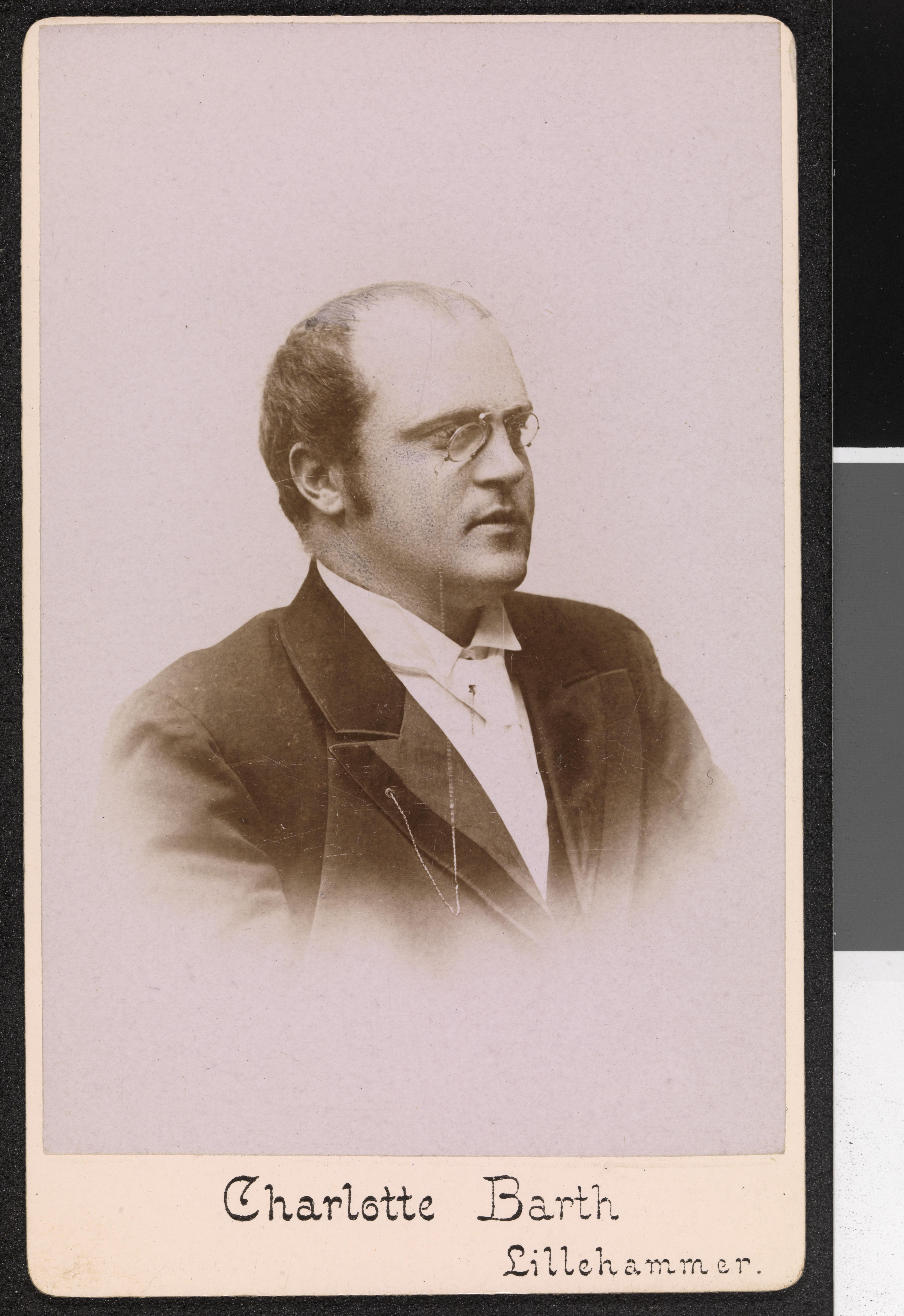
Erling Bjørnson
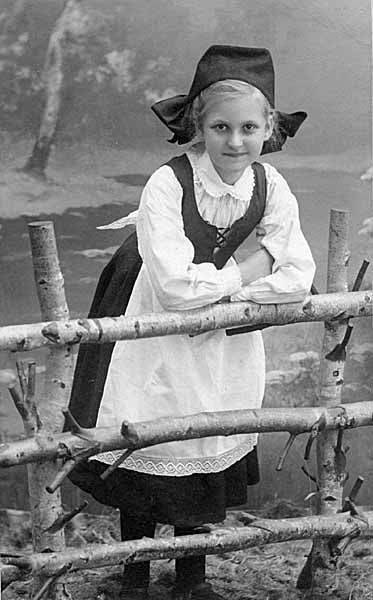
Dívka v tradičním norském kroji
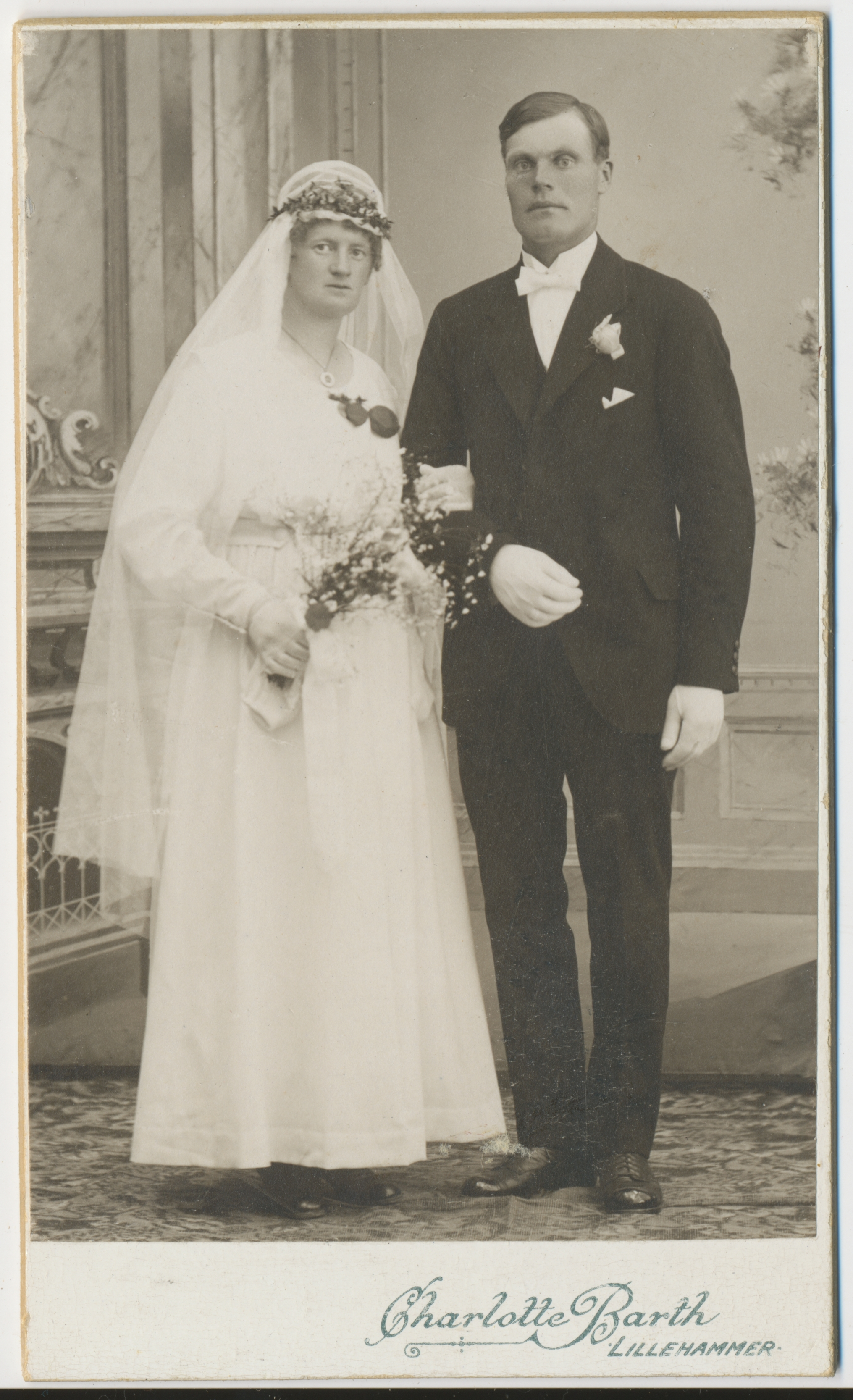
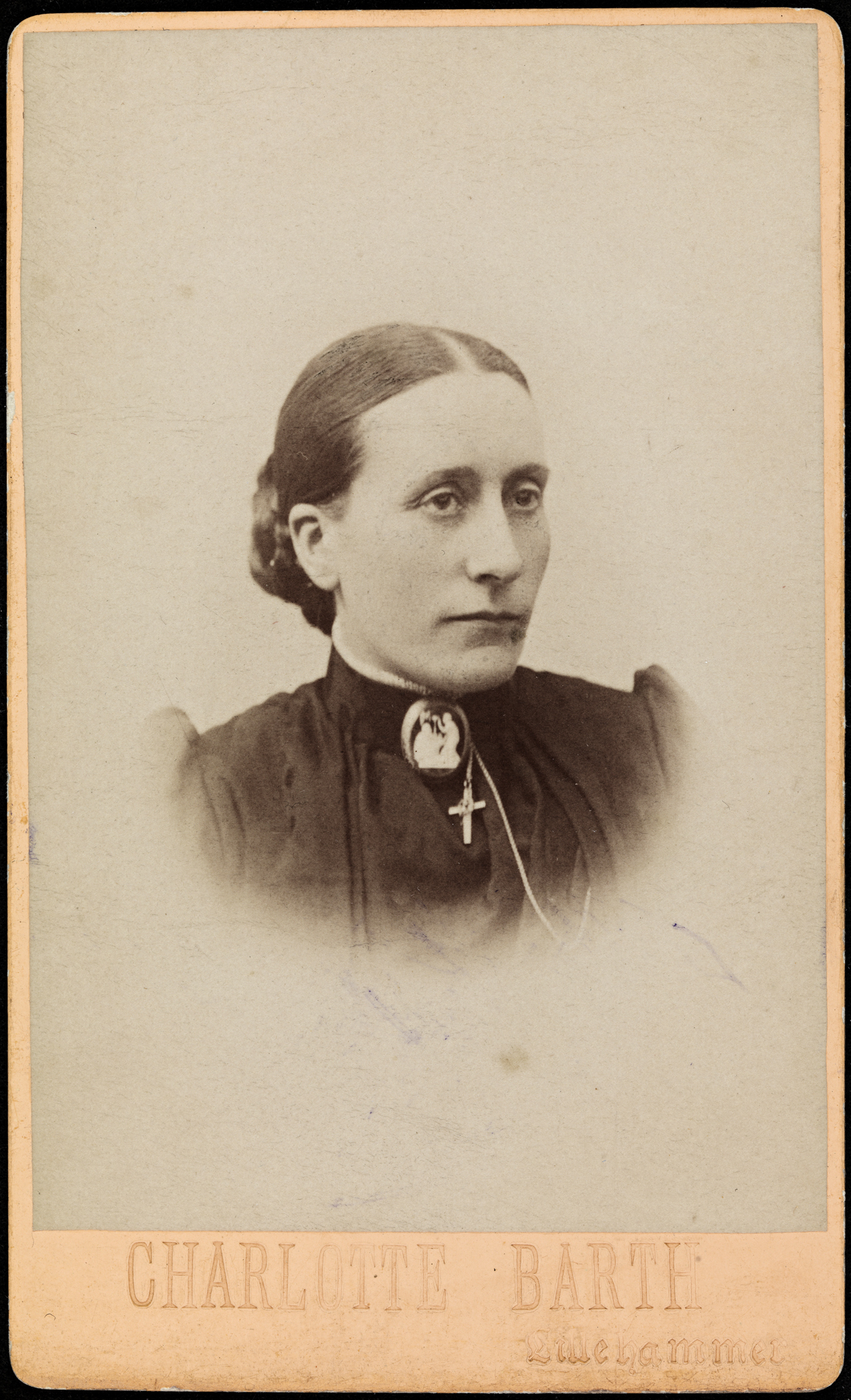
Marith Tande